# Louis d'or (platidlo)
Louis d'or (francouzská výslovnost: [lwi dɔʁ], česky lujdor) je označení několika typů francouzských mincí. Měnu zavedl Ludvík XIII. v roce 1640. Název je odvozen od vyobrazení portrétu krále Ludvíka (fr. Louis) na jedné straně mince; na zadní straně je francouzský královský znak. Mince byla v době revoluce nahrazena francouzským frankem a později mincí s názvem "napoléon" v podobné hodnotě. Skutečná hodnota mincí kolísala podle měnové a fiskální politiky, ale v roce 1726 byla její hodnota stabilizována.
V roce 1640 byly louisdory vydány v pěti nominálních hodnotách: půl louisdoru a jeden, dva, čtyři a osm louisdorů. Všechny další emise až do roku 1793 byly denominovány pouze na polovinu, jeden a dva louisdory.

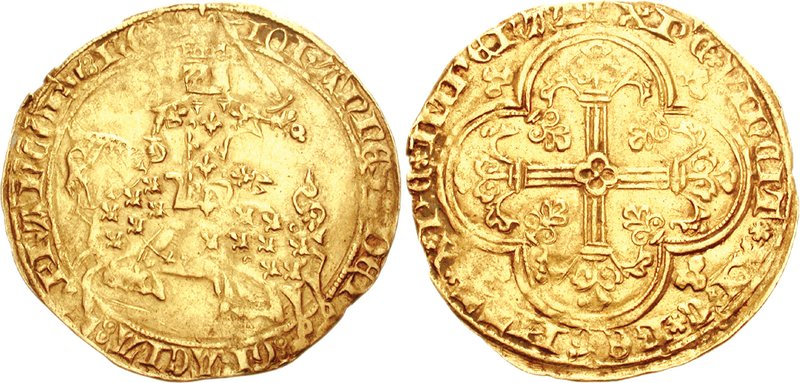
Mince Jana II. Francouzského,1350-1364

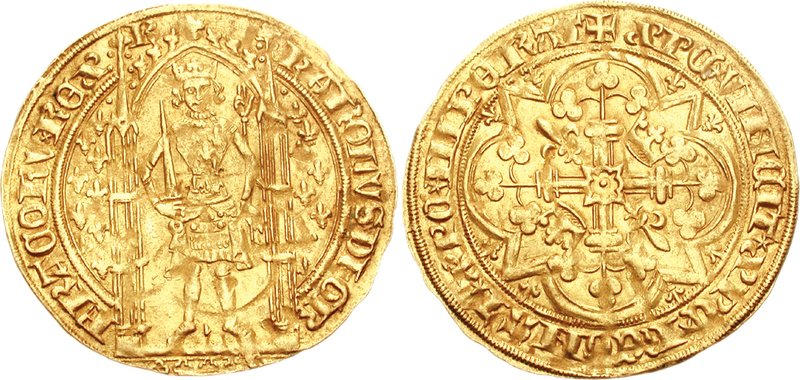
Mince Karla V. Francouzského,1364-1380

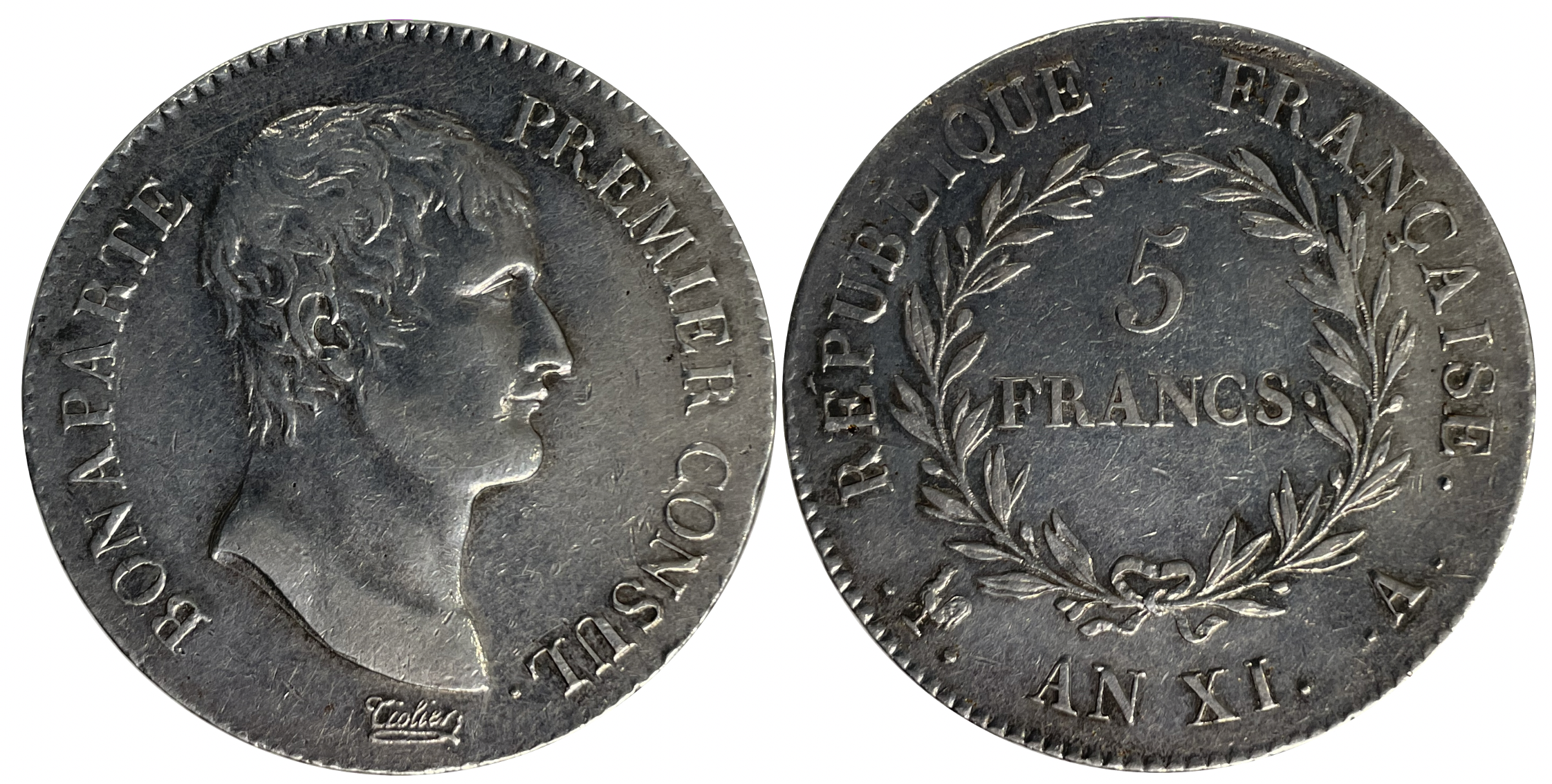
Pětifranková francouzská mince "napoleon" s obrazem Napoleona jako konzula z roku 1802

## Emise Ludvíka XIII.
Zlatý louisdor nahradil frank, který byl v oběhu (teoreticky) od doby vlády Jana II. Ve skutečnosti byla hlavní zlatá mince obíhající ve Francii na počátku 17. století španělská: 6,7-gramové dvojité "escudo" nebo „doubloon“, louisdor byl jeho kopií.
Louisdor vyřešil několik problémů s předchozími francouzskými ražbami zlatých mincí. Ludvík XIII. razil původně mince z 23karátového zlata, a to i přesto, že král Karel V. svými 22karátovými mincemi vytvořil de facto mezinárodní standard pro ražbu zlatých mincí už o století dříve. Královské edikty nastavily oficiální hodnoty jeho zlatých mincí tak nízko, že bylo výhodné je exportovat. Vzhledem k tomu, že mince byly stále vyráběny ručně, mohli podvodníci obrousit zlato z okrajů mincí, než je předali dál, což byl nezákonný proces zvaný ořezávání. Jean Varin, medailista z Liège, proto nainstaloval v pařížské mincovně strojní zařízení, které vyrábělo dokonale kulaté mince, takže obrušování bylo znemožněno.

## Ludvík XVIII.
Oproti očekávání nebyla 20franková zlatá mince za vlády Ludvíka XVIII. louisdor, ale zlatý napoleon. Podle měnového zákona Napoleona I. byly tak zvány všechny zlaté francouzské mince.

Francouzské louisdory
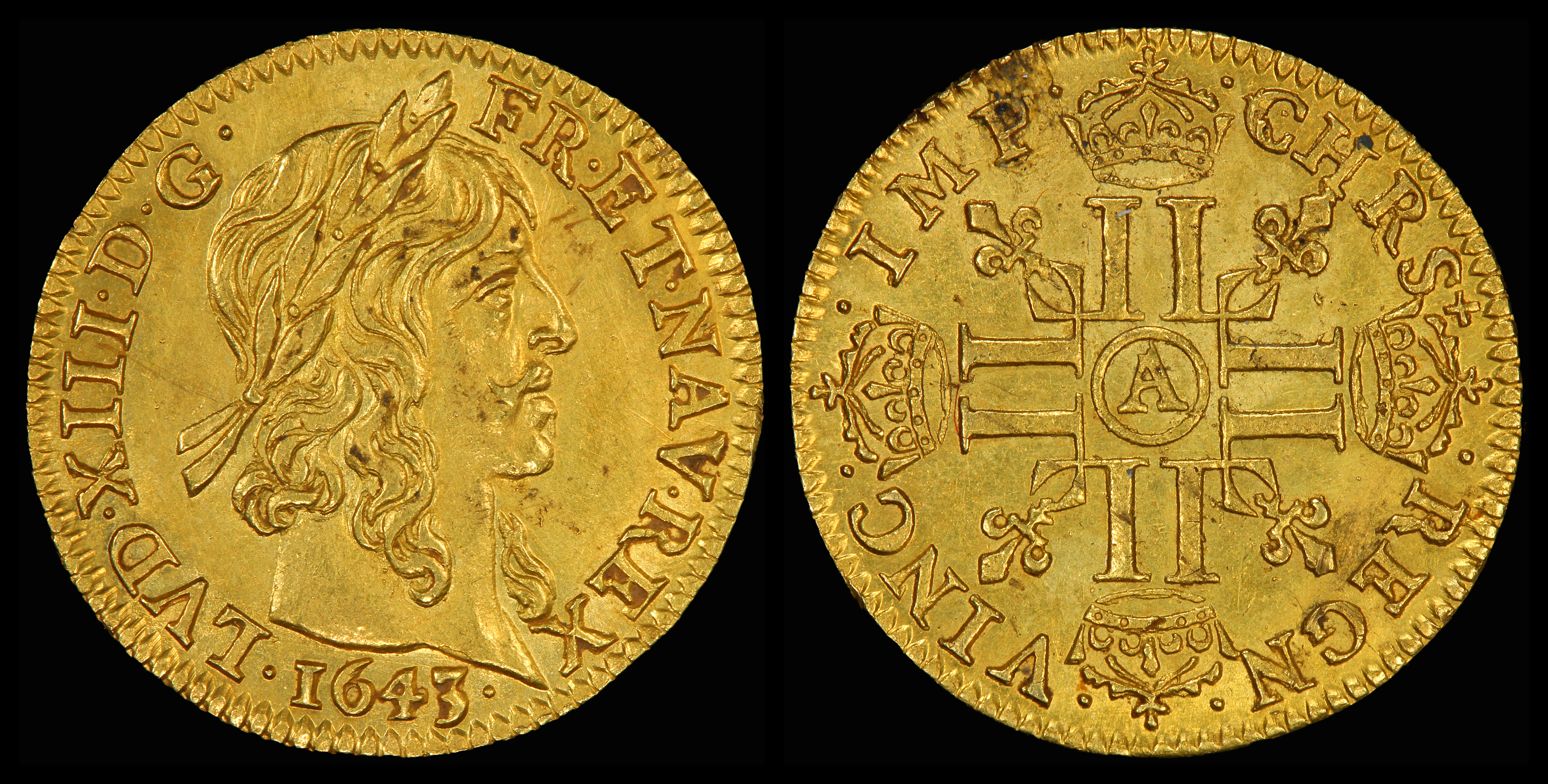
Půl louisdor Ludvíka XIII., 1643
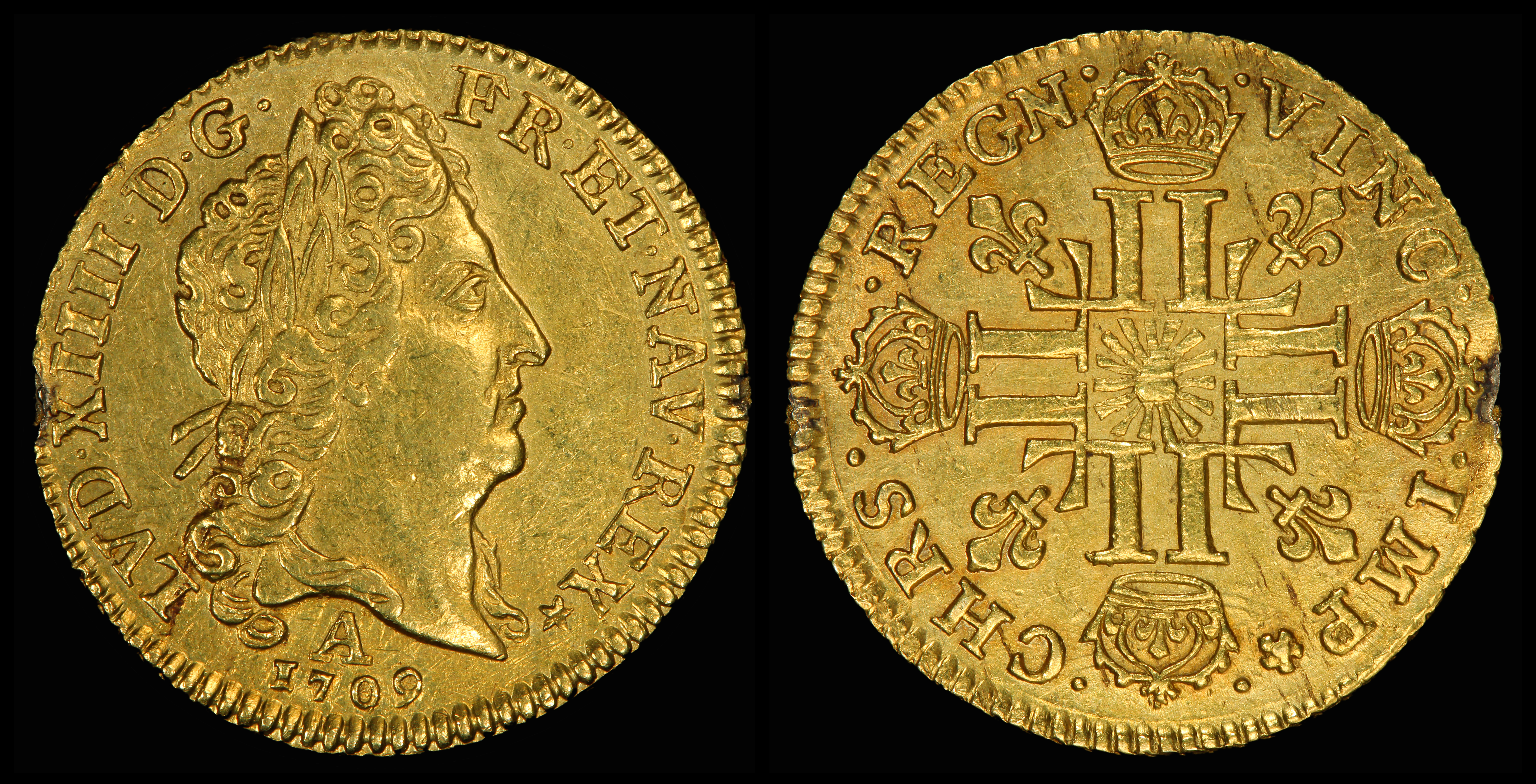
Louisdor Ludvíka XIV., 1638-1715
Louisdor Ludvíka XV., 1710-1774
Louisdor Ludvíka XVI., 1754-1793

Francouzské napoleony
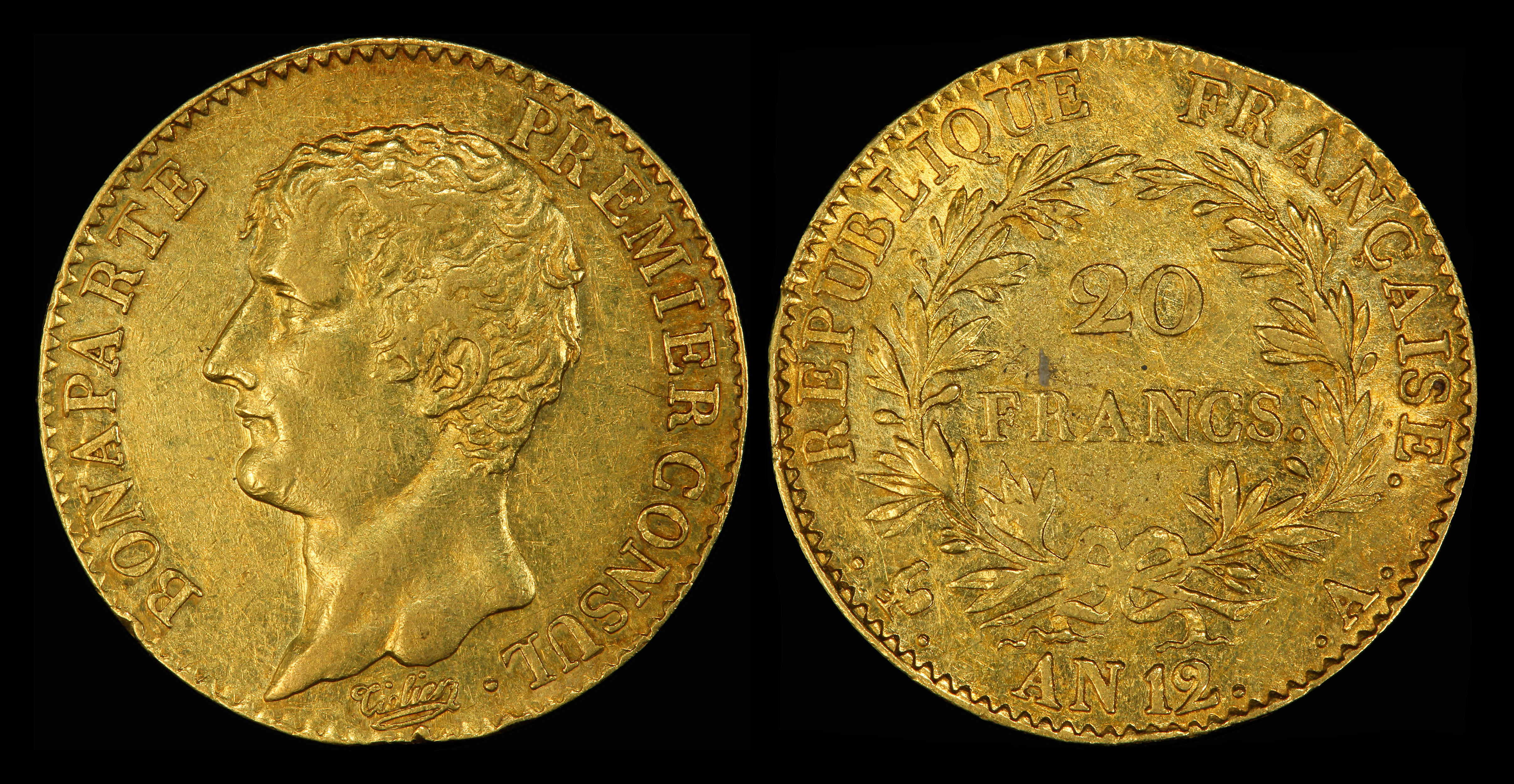
Francouzský "napoleon" v hodnotě 20 franků z druhé poloviny roku 1803
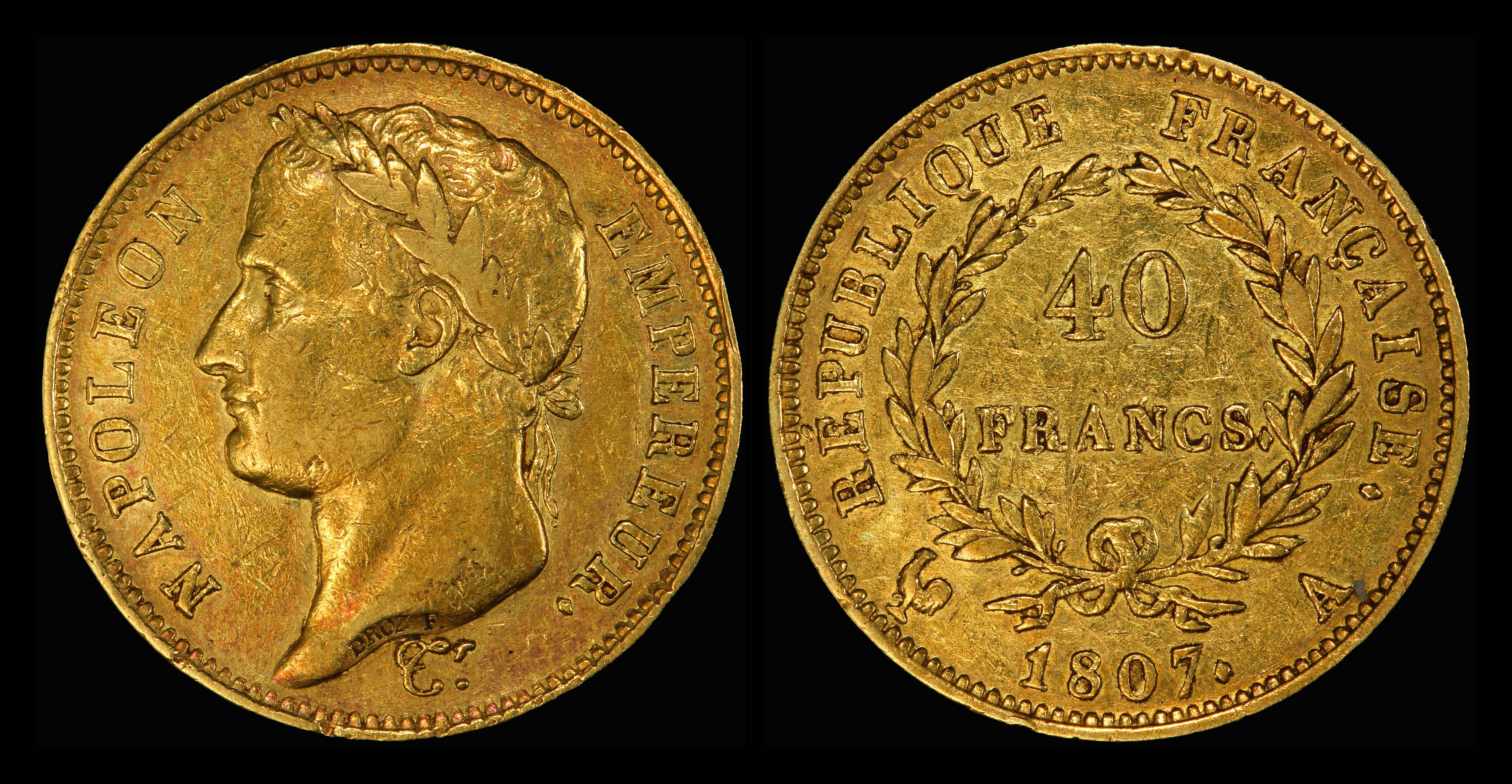
Francouzský "napoleon" v hodnotě 40 franků, rok 1807